# Circolo ermeneutico
Secondo alcune scuole filosofiche ogni atto interpretativo è basato su di un procedimento circolare detto circolo ermeneutico. Questa espressione fa riferimento all'ermeneutica, che in filosofia tratta della teoria dell'interpretazione (dal greco ἑρμηνευτική τέχνη - hermeneutikè tèchne, arte o tecnica della interpretazione).

## Dalle parti al tutto e dal tutto alle parti
(Hans-Georg Gadamer)
Il movimento circolare della interpretazione consiste nel muovere dalle parti che compongono il testo da interpretare al tutto e, viceversa, dal tutto alle parti.
Quando uno studioso si accosta a un testo da comprendere, la sua mente non è del tutto vuota e sgombra dell'ambiente storico e culturale che l'ha formata nel tempo. Questo "tutto ideale", quindi, interviene prima ancora che si svolga il lavoro d'interpretazione e lo condiziona, lo impronta di sé. La conoscenza, cioè, risente dell'ambito storico e psicologico in cui essa si svolge, così che essa è il prodotto di una sovrapposizione circolare di nozioni.
D'altra parte vi è un continuo scambio tra le cose conosciute e quelle da conoscere, "le parti", che vanno a loro volta a modificare il complesso del sapere, "il tutto".

## Storia del concetto
Friedrich Schleiermacher (1768–1834), filosofo e teologo ottocentesco, fu il primo a occuparsi della natura circolare del comprendere.
Lo stesso concetto, ma solo in maniera accennata, era già presente nella filologia ellenistica, in particolare nel neoplatonismo di Plotino, in cui esso è anche un movimento ontologico dell'anima e non solo intellettuale del pensiero astratto, con cui si effettua una conversione del processo di dispersione dall'Uno al molteplice, compiendo l'ascesi opposta.
Un particolare interesse per il circolo ermeneutico venne espresso da parte degli esegeti biblici fin dall'epoca della Controriforma.
Il termine fu coniato da Dilthey nell'Origine dell'ermeneutica (1900) e fu ripreso nel XX secolo da vari filosofi, tra cui Martin Heidegger (1927) e Hans-Georg Gadamer (1960).